# 天狗黨之亂
天狗黨之亂，或稱元治甲子之變，是由水戶藩尊皇攘夷激進派（天狗黨）武田耕雲齋、藤田小四郎等人發起，在筑波山起兵，最後被幕府及水戶藩派兵圍剿，主要起兵將領被斬首。

## 關連作品
- 島崎藤村 《夜明け前》
- 大佛次郎 《天皇之世紀》
- 光武敏郎《天狗党が往く》
- 山田風太郎《魔群之通過 天狗黨敘事詩》
- 吉村昭《天狗爭亂》

1994年度大佛次郎賞受賞作。
- 杉田幸三《天狗黨血風錄》
- 山川菊榮《覺書 幕末之水戶藩》

## 外部連結
- 水戶學・水戶幕末爭亂（天狗黨之亂）（页面存档备份，存于） （茨城大學圖書館）